# Escuela República de Ecuador
La Escuela República de Ecuador es una escuela primaria pública de la ciudad de Montevideo, numerada N°41 dentro del dominio público. Se encuentra ubicada en la calle Ángel Floro Costa 1573, en la Aguada de Montevideo. 

## Historia
Fue creada en 1907 bajo la numeración N°3 de 1° grado, la cual en 1928 se modificaría su grado y número, pasando denominarse como Escuela N° 41 de 2° grado. El 15 de diciembre de 1929, en una ceremonia de finalización de cursos, en presencia del Presidente de la República, Juan Campisteguy y del Embajador de Ecuador en Uruguay, la escuela recibe la denominación de República de Ecuador.

## Sede
La sede que ocupa actualmente, fue construida para la familia Guerra y adquirida en 1882 por el estado uruguayo, es allí que el 15 de mayo de 1882 comienza a funcionar el primer Internato Normal de Señoritas, encargada de impartir la formación docente de mujeres. El 14 de abril de 1885, el entonces Internato Normal de Señoritas se mudaria hacia su nueva sede sobre calle Colonia y Cuareim, en pleno Centro Montevideo. Por lo que el edificio quedaría sin usso hasta 1903.  

## Actualidad
Continúa como escuela de cuatro horas hasta el año 1990, que pasa a categoría de tiempo completo. De acuerdo al informe realizado por la Administración Nacional de Educación Pública en el año 2015, la escuela fue ubicada en la categoría contexto sociocultural: Quintil 5 Urbano.

## Estudiantes destacados
De esta escuela egresaron el ex Ministro de Trabajo y Seguridad Social de Uruguay, Eduardo Brenta, el abogado, profesor y político  Daoiz Uriarte, entre otros.
Anualmente se celebran actos de confraternidad Ecuador-Uruguay, realizados en la escuela con autoridades de ambos países.